# Parrilla 4.ª Sección (Los Acosta)
Parrilla 4.ª Sección (Los Acosta) es una localidad del municipio de Centro ubicado en la subregión centro del estado mexicano de Tabasco.

## Geografía
La localidad de Parrilla 4.ª Sección (Los Acosta) se sitúa en las coordenadas geográficas 17°56′37″N 92°54′12″O / 17.943611, -92.903333, a una elevación de 8 metros sobre el nivel del mar.

## Demografía
Según el Conteo de Población y Vivienda 2020, efectuado por el Instituto Nacional de Estadística y Geografía, la localidad de Parrilla 4.ª Sección (Los Acosta) tiene 225 habitantes, de los cuales 127 son del sexo masculino y 98 del sexo femenino. Su tasa de fecundidad es de 2.34 hijos por mujer y tiene 58 viviendas particulares habitadas.
| Gráfica de evolución demográfica de Parrilla 4.ª Sección (Los Acosta) entre 1990 y 2020 |
|                                                                                         |
| INEGI.                                                                                  |